# Проєкція (психологія)
Психологічна проєкція (від лат. projectio — кидання вперед) — теорія в психології — психологічний процес, який відноситься до захисних механізмів психіки, в результаті якого внутрішнє помилково сприймається як таке, що відбувається ззовні. Людина приписує іншим власні думки, почуття, мотиви, якості характеру тощо, вважаючи, що він/вона прийняли дещо, що відбувається ззовні, а не всередині цієї самої людини. По суті проєкція є «віддаленням» загрози від себе. Зигмунд Фрейд вперше описав це явище.
Як захисний механізм психіки проєкція дозволяє людині вважати власні неприпустимі чи неприйнятні почуття, бажання, мотиви, ідеї тощо чужими і, як наслідок, не відчувати за них відповідальність. Коли щось засуджується в інших, часто саме це людина не приймає в собі самій, але не може визнати цього, не хоче зрозуміти того, що ці ж самі якості властиві і їй також.
Негативним наслідком такого захисту є бажання виправити зовнішній об'єкт, на який спроєктовано щось негативне, або взагалі позбутись його, щоб таким чином позбутись почуттів, які викликає цей об'єкт. Між іншим, зовнішній об'єкт може не мати нічого спільного з тим, що на нього спроєктовано.
Проєкція, як правило, виходить на перший план у нормальних людей в часи особистої або політичної кризи, але частіше зустрічається в невротичних або психотичних особистостей, що функціонують на примітивному рівні, як і в нарцисичних розладах особистості або прикордонному розладі особистості. Проєкція — це один з основних захисних механізмів при паранояльному розладі особистості.
Але водночас цей же механізм лежить в основі емпатії — розуміння стосунків, почуттів, психічних станів іншої особи в формі співпереживання, коли людина може співпереживати.
Корисною є у випадку недостатності інформації про об'єкт, тобто виноситься певне судження або ставлення за браком, наприклад, часу (таким чином знижується тривожність).
В «патологічному» варіанті суб'єкт не усвідомлює чи навіть не приймає наявність у нього риси або бажання, що проєктується.

## Історичні попередники
Видатний попередник в формулюванні принципу проєкції був Віко. 1841 року Людвіг Фейєрбах був першим, хто використовував цю концепцію як основу для систематичної критики релігії.

## Методика керованої проєкції
Методика керованої проєкції є різновидом проєктивних технік. Основний принцип методики полягає в тому, що особі, яку діагностують, пред'являють її власний словесний портрет під ім'ям портрета іншої особи, а також портрет його вигаданої протилежності (Столін В. В., 1981.)
Методика придатна для використання в умовах психологічного консультування і може давати важливу інформацію про форму і характер самоставлення.

## Психоаналітичні розробки
Проєкція була задумана Фрейдом в його листах до Фліс, і далі уточнена Карлом Абрахамом і Анною Фрейд. Фрейд вважав, що в проєкції думки, мотиви, бажання і почуття, які не можуть бути прийняті як свої власні, розглядаються, будучи поміщеними в зовнішній світ і пов'язані з кимось іншим.